# Пам'ятник Тарасові Бульбі (Келеберда)
Пам'ятник Тарасу Бульбі — пам'ятник у селі Келеберда Кременчуцького району Полтавської області. Створено на честь персонажа творів Миколи Гоголя Тараса Бульби. Монумент козацькому полковнику встановили до 200-річчя з дня народження Миколи Гоголя. Урочисте відкриття відбулось 1 квітня 2009 року. Авторами стали український художник Володимир Чепелик та його син.

## Опис
Тарас Бульба постає у вигляді мужнього козака, який сидить на високому скелястому уступі. Він тримає в роті люльку і задумливо дивиться на широку гладінь Дніпра. Поруч розташована гармата, а неподалік пасеться кінь, як символи сили і волі козацького народу. Пам'ятник виготовлений з бронзи.
Пам'ятник виконаний у відповідності з одним із сюжетів, описаних у книзі:
|  | На високому мисі присів Тарас на камінь, став розкурювати люльку і задумався... а поруч вірний кінь траву щипає... |

## Галерея

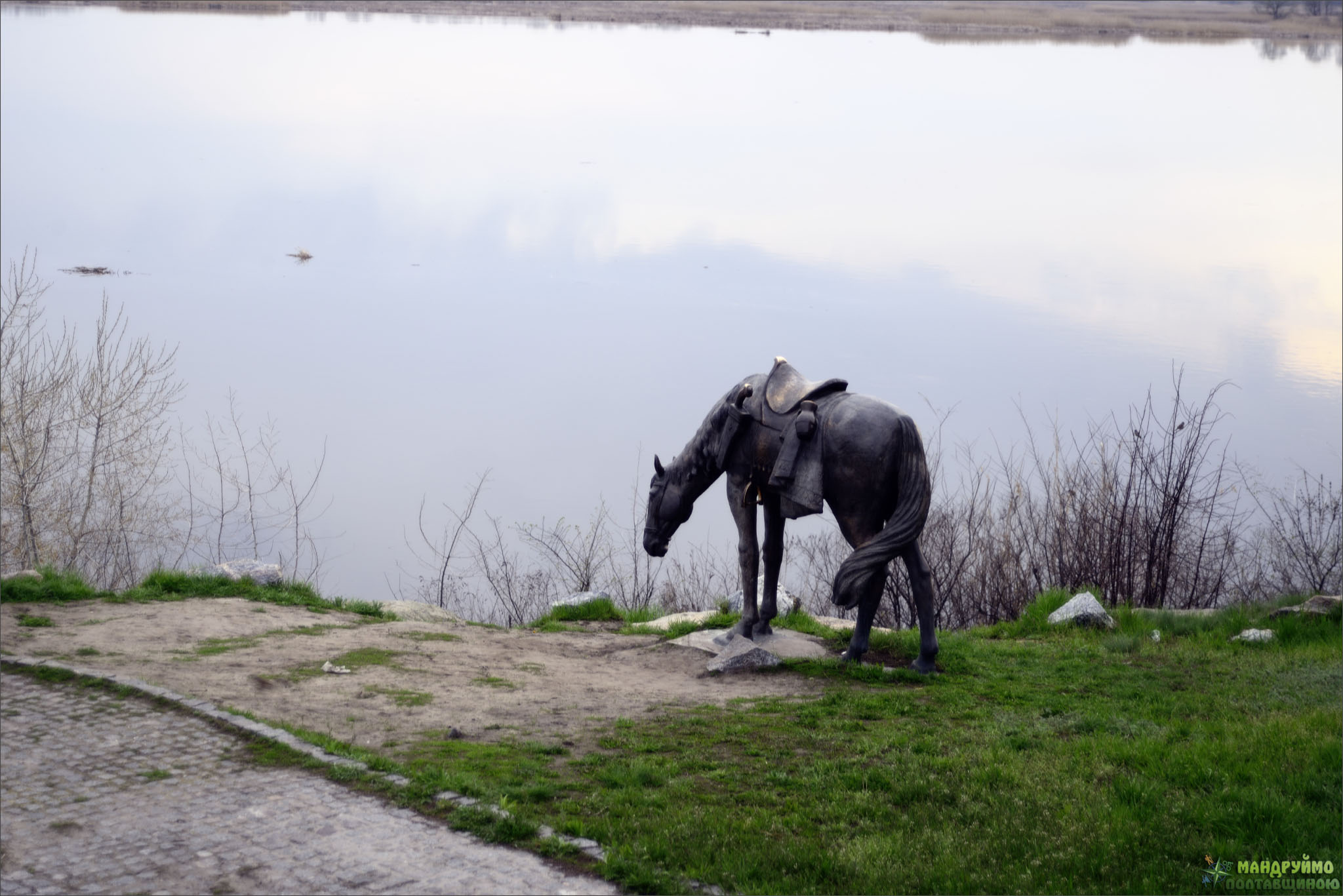
Кінь Тараса Бульби
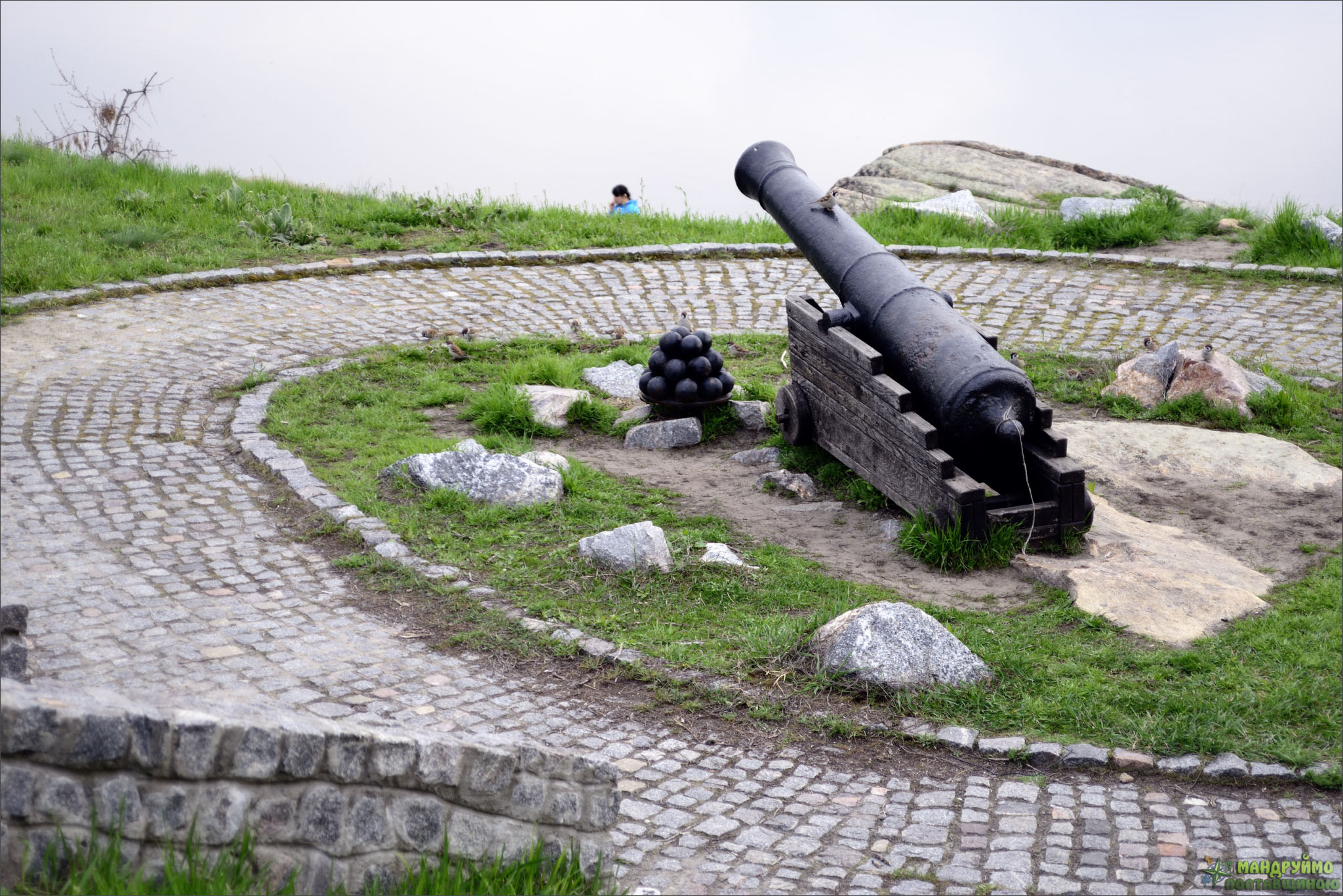
Гармата
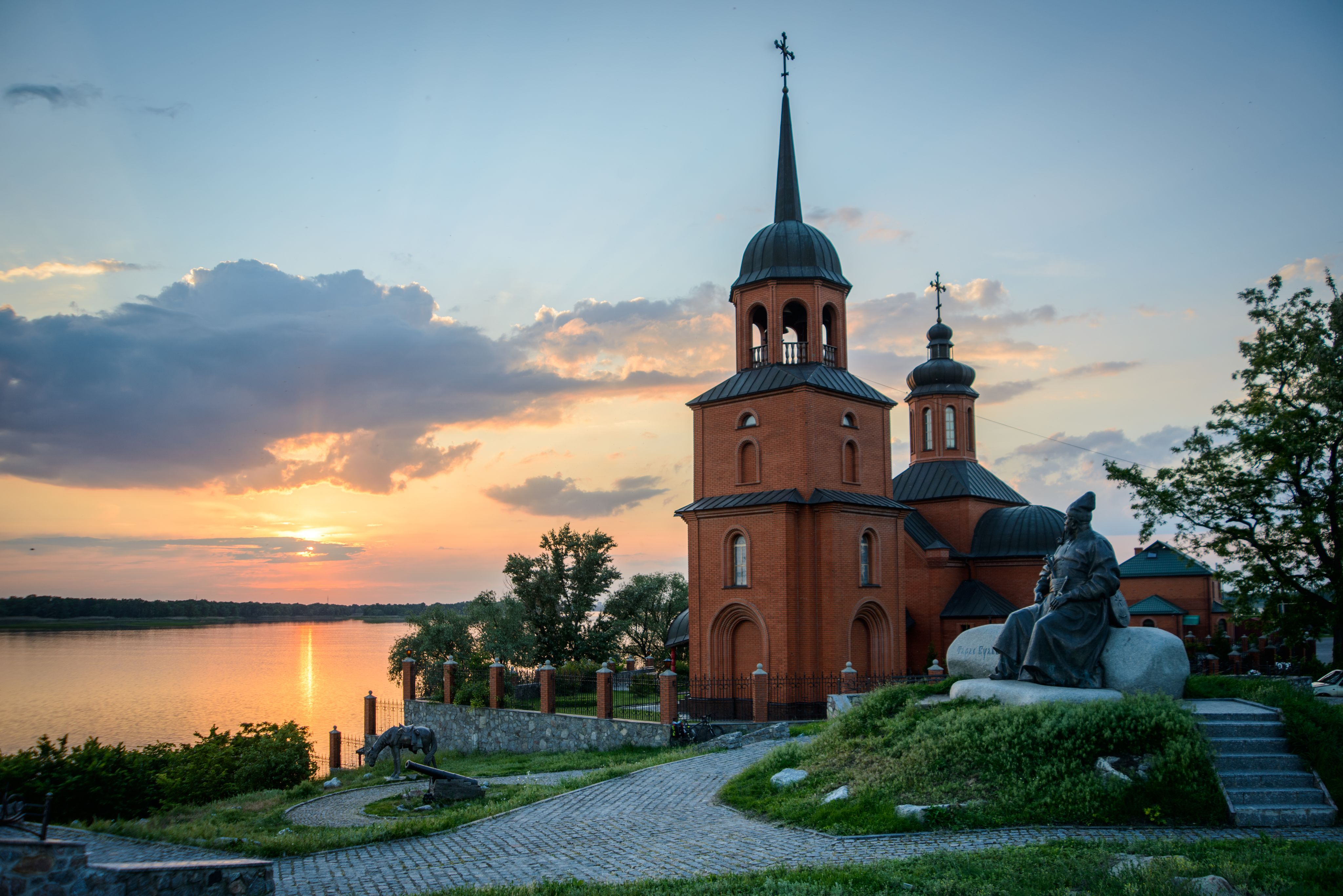
Преображенська церква поруч